# Éternel retour (concept antique)
Pour les articles homonymes, voir Éternel retour.
L'éternel retour est un concept d'origine mésopotamienne repris par plusieurs philosophes, d'après lequel l'histoire du monde se déroule de façon cyclique. Après plusieurs milliers d'années (« la Grande Année »), une même suite d'événements se répète, identique à la précédente, avec des éléments recomposés. Le mot employé chez les Grecs est palingénésie (παλιγγενεσία), notion proche qui signifie « genèse à nouveau », « nouvelle naissance » ou « régénération ».

## Selon les Mésopotamiens
Les astronomes babyloniens avaient découvert que les révolutions synodiques des planètes, les révolutions annuelles du Soleil et de la Lune sont des sous-multiples d'une même période commune, la Grande Année, au terme de laquelle le Soleil, la Lune et les planètes reprennent leur position initiale par rapport aux étoiles fixes. Ils en conclurent que la vie de l'univers est périodique, qu'elle repasse éternellement par les mêmes phases, suivant un rythme perpétuel. C'est l'idée du Retour éternel. Le cycle de base est d'environ 3 600 ans, soit 200 fois la durée du saros qui dure environ 18 ans ; c'est le cycle des éclipses qui se reproduit après 223 lunaisons (mois lunaire synodique moyen de 29,53059 jours), donc en 6 585,3211 jours, ou 18 ans et 10 ou 11 jours (selon le nombre, 4 ou 5, d'années bissextiles) et un peu moins de 8 heures. Pour Bérose, la Grande Année s'étend sur 432 000 ans, soit 120 cycles de 3 600 ans. Et la Grande Année subit deux cataclysmes. Le premier est un cataclysme de feu (une Conflagration), au solstice d'été de l'univers, lors de la conjonction des planètes en Cancer ; le second est un cataclysme d'eau, un Déluge donc, qui se produit au solstice d'hiver de l'univers, lors de la conjonction des planètes en Capricorne.[réf. nécessaire]

« Bérose, traducteur de Bélos, l'interprète du dieu Bêl, le prêtre de Mardouk, attribue ces révolutions aux astres, et d'une manière si affirmative qu'il fixe l'époque de la Conflagration et du Déluge. « Le globe, dit-il, prendra feu quand tous les astres, qui ont maintenant des cours si divers, se réuniront sous le Cancer, et se placeront de telle sorte les uns sous les autres, qu'une ligne droite pourrait traverser tous leurs centres. Le déluge aura lieu quand toutes ces constellations seront rassemblées de même sous le Capricorne. Le premier de ces signes régit le solstice d'hiver ; l'autre, le solstice d'été. Leur influence à tous deux est grande, puisqu'ils déterminent les deux principaux changements de l'année. » J'admets aussi cette double cause ; car il en est plus d'une à un tel événement ; mais je crois devoir y ajouter celle que les stoïciens font intervenir dans la conflagration du monde. Que l'univers soit une âme, ou un corps gouverné par la nature, comme les arbres et les plantes, tout ce qu'il doit opérer ou subir, de son premier à son dernier jour, entre dans sa constitution, comme en un germe est enfermé tout le futur développement de l'homme. »

— Sénèque, Questions naturelles, III, 29.

## Selon Héraclite et les stoïciens
Héraclite, comme tous les penseurs d'Ionie (Thalès, Anaximandre) pense « que, la substance demeurant, seuls ses états changent », « que rien ne se crée et que rien ne se détruit » (Aristote, Métaphysique, A, 3). Il voit en toutes choses un lieu de contradictions et il envisage le dépassement de ces contradictions en une harmonie. Il ajoute l'idée de période, de Grande Année, estimée à 10 800 années solaires.
« Héraclite pense qu'à un moment donné le monde s'embrase et qu'à un autre moment il se reconstitue de nouveau lui-même à partir du feu, selon certaines périodes de temps, dans lesquelles, dit-il, il s'allume en mesure et s'éteint en mesure. Plus tard les stoïciens ont partagé la même idée »
— Simplicios, Héraclite, fragment A10.
Les plus célèbres défenseurs de l'éternel retour en Occident furent les premiers stoïciens, Zénon, Cléanthe, Chrysippe, avant Diogène de Babylone et Panétios. La notion est d'origine babylonienne. Plusieurs idées sont contenues dans la notion d'éternel retour :
- la cosmogenèse astrologique. Au commencement, le Feu primitif et divin crée, par condensation, l'Air, puis vient l'Eau, enfin la Terre se dépose (Diogène Laërce, VII, 142). Les planètes sont alors alignées. Selon Porphyre, qui est néoplatonicien, et non stoïcien, « les théologiens ont établi deux portes, le Cancer et le Capricorne, que Platon appelle deux orifices [La République, 614-615]. Le Cancer est celui par lequel les âmes descendent, tandis que leur montée se fait par le Capricorne. Mais le Cancer est situé vers la Borée [au Nord] et approprié à la descente, tandis que le Capricorne est près du Notos [au Sud] et propre à la montée » (De l'antre des nymphes).
- le cycle. Diogène de Babylone évalue la Grande Année, c'est-à-dire la période à la fin de laquelle les planètes retrouvent la position qu'elles avaient au moment de la naissance du monde, à 365 fois 10 800 ans ; Platon parle du « cycle enfermé dans un nombre parfait », pour l'être humain la racine épitrite alliée au cinq (3x4x5)⁴, correspondant vraisemblablement à 3 600 x 3 600 (La République, VIII, 546), soit 12 960 000 ans, et Bérose de 432 000 ans, soit le 30e de cette valeur.
- l'embrasement (ekpyrosis) final. La conflagration est conçue comme la destruction du monde et sa résorption dans le Feu divin.
- la répétition. Les évènements reviennent à l'identique.
- l'éternité. Ce cycle se reproduit sans fin :

« Lorsque chacun des astres errants [planètes] revient exactement, en longitude et en latitude, au point du ciel où il se trouvait au commencement, alors que le Monde fut constitué pour la première fois, ces astres errants produisent, au bout de périodes de temps bien déterminées, l'embrasement et la destruction de tous les êtres. Puis, lorsque ces astres recommencent de nouveau la même marche, le Monde se trouve reconstitué ; les astres décrivant derechef le chemin qu'ils ont déjà parcouru, chaque chose qui s'était produite en la précédente période s'accomplit, une seconde fois, d'une manière entièrement semblable. Socrate existera de nouveau, ainsi que Platon, ainsi que chacun des hommes avec ses amis et ses concitoyens ; chacun d'eux souffrira les mêmes choses, maniera les mêmes choses ; toute cité, toute bourgade, tout champ seront restaurés. Cette reconstitution [apocatastase] de l'Univers se produira, non pas une fois, mais un grand nombre de fois ; ou plutôt, les mêmes choses se reproduiront indéfiniment et sans cesse. »

- quant à la survie de l'âme, les avis sont partagés. « Pour Zénon, l'âme survivait bien au corps un temps assez long, mais finalement se dissiperait. Pour Cléanthe, les âmes subsistaient jusqu'à la conflagration. Pour Chrysippe, les âmes débiles succombaient à l'instant de la mort, ou peu après ; seules celles des sages; qui avaient su résister aux passions, participaient à cette immortalité restreinte[3]. »

Aristote semble adhérer à l'idée d'éternel retour :

« Ce n'est pas une fois, ni deux, mais un nombre infini de fois, sachons-le bien, que les mêmes opinions reviennent jusqu'à nous. »

Barthélémy l'Anglais (vers 1230), Siger de Brabant (vers 1277) et Pietro d'Abano (vers 1316) discutent la théorie selon laquelle, après 36 000 années solaires, l'histoire se répétera jusqu'au moindre détail, puisque les planètes et les constellations retrouveront leurs places d'origine.

## Reprise du concept
Auguste Blanqui, le révolutionnaire socialiste français, fait revivre la notion dans L'éternité par les astres (1871).
Gustave Le Bon, sociologue, reprend aussi la notion. 

« Mais le temps est éternel, et le repos ne saurait l’être. Ce globe silencieux et mort ne roulera pas toujours dans l’espace sa masse refroidie. Nous ne pouvons former que des conjectures sur ses destinées lointaines, mais aucune d’elles ne nous autorise à penser qu’il puisse rester éternellement inerte. Soit qu’obéissant aux lois de l’attraction qui entraîne notre système solaire vers des régions inconnues de l’espace, il finisse par se réunir à d’autres systèmes; soit que le choc d’un corps céleste élève sa température au point de le réduire en vapeur, il est destiné, sans doute, à former de nouveau une nébuleuse d’où sortira, par une série d’évolutions analogues à celles que nous avons décrites, un autre monde destiné aussi à être habité un jour en attendant qu’il périsse à son tour, sans que nous puissions entrevoir un terme à cette série éternelle de naissances et de destructions. N’ayant jamais commencé, sans doute, comment pourrait-elle finir ? Mais si ce sont les mêmes éléments de chaque monde qui servent, après sa destruction, à en reconstituer d’autres, il est aisé de comprendre que les mêmes combinaisons, c’est-à-dire les mêmes mondes habités par les mêmes êtres, ont dû se répéter bien des fois » (L'homme et les sociétés, 1881, t. II, p. 420). »

## Époque contemporaine
René Guénon réfute la notion d'éternel retour ; voir ce qu'il en dit dans l'article consacré à la transmigration des âmes.
La cosmologie moderne, à la suite de la théorie du Big Bang, vient nolens volens donner à la théorie de l'éternel retour un obstacle sérieux qu'elle n'avait encore jamais eue  puisqu'elle remet en cause la conception d'un univers unique et statique tel qu'il était conçu, cela jusqu'à Einstein (mis à part les multivers d'Anaximandre et de Giordano Bruno, très particuliers toutefois, et, à leur époque, sans fondement scientifique).
C’est le cas, par exemple, si on envisage un modèle cyclique d'univers, aussi nommé oscillatoire. Plusieurs modèles d'univers oscillatoires existent. Le plus ancien est celui qui fait se succéder big bang et big crunch. Il fut considéré avec attention par Einstein, mais est de nos jours généralement considéré comme obsolète, notamment parce que violant la deuxième loi de la thermodynamique (travaux du physicien  Richard C. Tolman). Le plus récent est celui de l'astrophysicien anglais Roger Penrose. Quoi qu'il en soit, ces modèles d'un univers qui éternellement se détruit puis renaît amènent inévitablement à la notion d'un éternel retour du même . 
Mais aussi, de manière plus générale, c'est la notion même de multivers qui, selon le modèle considéré, peut amener inéluctablement à la notion d'éternel retour du même, dès lors qu’elle ne fixe plus aucune limite au nombre des univers, dans l’espace et le temps (il y a plusieurs modèles de multivers. La plupart sont cohérents avec la notion d’éternel retour).

### Sources
- Bérose, Babyloniaca, trad. an. S. M. Burstein, Undena Publications, Malibu, 1978, 39 p.
- Stoicorum veterum fragmenta.
- Censorin, Du jour natal (238), trad. du latin.

### Études pour l'Antiquité
- Charles Mugler, « Le retour éternel et le temps linéaire dans la pensée grecque », Bulletin de l’Association Guillaume Budé, no 25,‎ décembre 1966, p. 405-419 (lire en ligne, consulté le 28 janvier 2020).
- Auguste Bouché-Leclercq, L'astrologie grecque (1899), Bruxelles, 1963.
- Mircea Eliade, Le Mythe de l'éternel retour. Archétypes et répétition, traduit du roumain par Jean Gouillard et Jacques Soucasse, Paris, Gallimard, « Les Essais », 1949 ; nouvelle édition revue et augmentée, « Idées », 1969.
- A. Long, « The Stoics on world-conflagration and everlasting recurrence », dans R. Epp (éd.), Spindel Conference 1984 : Recovering the Stoics, Southern Journal of Philosophy, vol. 23 suppl. (1985).
- G. de Callataÿ, Annus Platonicus, Louvain-la-Neuve, 1997.
- Jean-Baptiste Gourinat, « Éternel retour et temps périodique dans la philosophie stoïcienne », Revue philosophique de la France et de l'étranger, vol. 127 (2002), p. 213-227  (ISSN 0035-3833).
- François Hartog, Régimes d'historicité. Présentisme et expériences du temps, Paris, Seuil, 2003.

### Études pour la modernité
- Henri Lichtenberger, La philosophie de Nietzsche, Alcan, 6° éd. 1901, appendice, p. 185 sq.
- Gustave Geffroy, Blanqui. L'enfermé, 1897, p. 389-481 ; rééd. L'Amourier, 2015.
- Georges Batault, "L'hypothèse du retour éternel devant la science moderne", Revue philosophique de la France et de l'étranger, 1904